# Emily Wilson
Emily Wilson é editora da revista New Scientist. Nomeada no início de 2018, ela é a primeira mulher a se tornar editora nos 62 anos de história da publicação. Wilson foi anteriormente editora assistente do jornal The Guardian e editor do Guardian Australia.

## Educação
Wilson se formou na Universidade de Bristol em 1991 com um diploma em química. Depois, ela foi professora de inglês no Malawi por um curto período antes de fazer uma pós-graduação em jornalismo na Universidade de Cardiff.

## Carreira
Emily Wilson trabalhou como repórter no Bristol Evening Post, depois trabalhou para o Daily Mirror e o Daily Mail. Em 1999, Wilson ingressou no The Guardian como editora sobre saúde. Ela se tornou editora assistente em 2001. Entre 2012 e 2014, foi responsável por todo o conteúdo digital do Reino Unido e editora da página principal no país. Em 2014, Wilson foi nomeada editora do Guardian Australia. Como editora assistente do The Guardian, Wilson foi responsável pela cobertura de matérias globais, incluindo ciência, meio ambiente, saúde e tecnologia.
No início de fevereiro de 2018, foi anunciado que Wilson havia sido nomeada a 11ª editora da revista New Scientist e a primeira mulher neste cargo.
Em 2019, Wilson foi jurada do Voyager Media Awards na Nova Zelândia.